# كمالي (فارس)
كمالي (بالفارسية: کمالی) هي منطقة سكنية في محافظة فارس إيران التابعة لبلدة أشكنان مقاطعة لامرد.

## السكان
تقع هذه القرية في قسم خيركو وحسب احصاءات سنة 2006 كان عدد سكانها 1,236 نمسة يعيشون في 248 مسكن.